# Mil Mi-10
Mil Mi-10 (Tên hiệu NATO Harke) là một máy bay trực thăng vận tải quân sự Xô viết với hình dạng kiểu cần cẩu bay, được phát triển năm 1962 từ loại Mi-6. Nó đi vào hoạt động năm 1963.
Nhà máy sản xuất trực thăng Rostov thượng trên sông Đông gọi nó là "Product 60".
Chiếc máy bay này được chế tạo theo hai phiên bản chân ngắn ("Mi-10K"), và chân dài ("Mi-10R"). Nó được trang bị hai động cơ tuốc bin trục 5500 shp Soloviev D-25.

## Biến thể

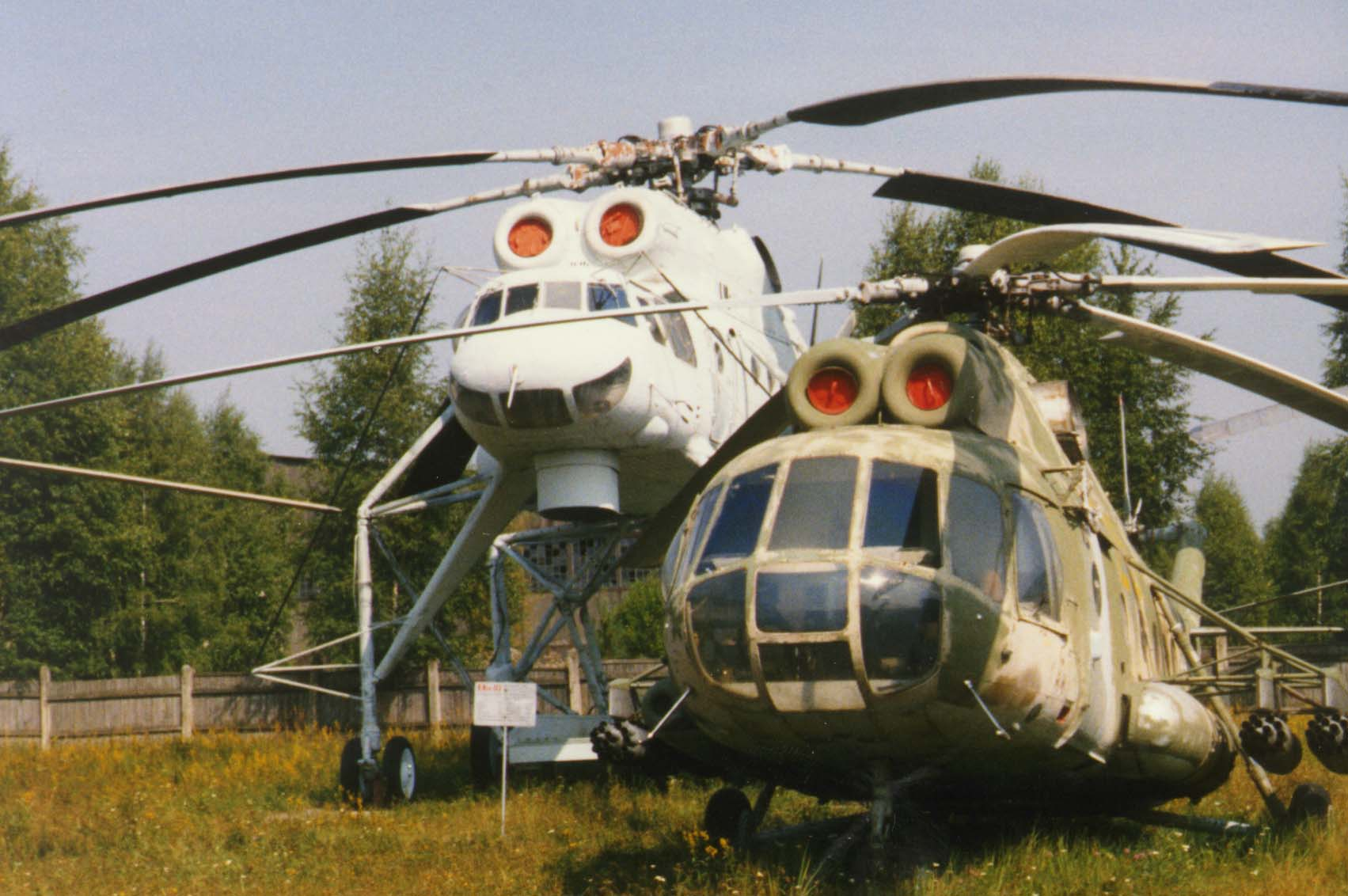
Mi-10 (trái) và Mi-8

- V-10 – Nguyên mẫu của máy bay trực thăng Mil Mi-10.
- Mi-10K - Cần cẩu bay chân ngắn (xem ).
- Mi-10R - Kiểu chế tạo tiêu chuẩn, cần cẩu bay chân dài. Để thiết lập các kỷ lục.
- Mi-10PP - ECM (Postanovschik Pomekh)

## Quốc gia sử dụng
Nga
- UTair[1]

### Từng sử dụng
Liên Xô
- Aeroflot[2][3]
- Không quân Liên Xô[4][5]

## Tính năng kỹ chiến thật (Mi-10)
Dữ liệu lấy từ Jane's All The World's Aircraft 1975-76
Đặc điểm tổng quát
- Kíp lái: 3
- Sức chứa: 

  - 28 hành khách hoặc

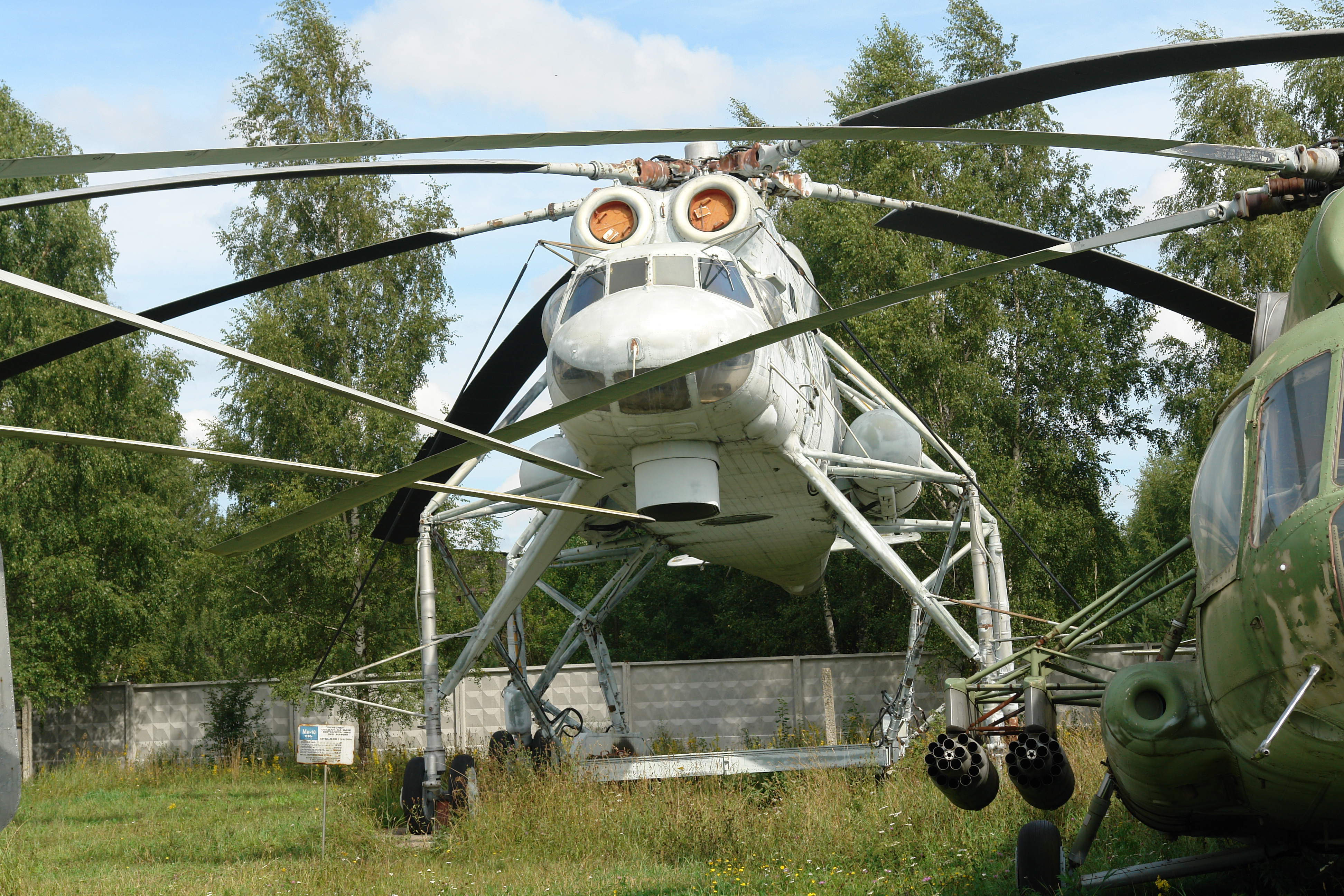
Mil Mi-10 tại Bảo tàng không quân trung ương Monino (Moscow)

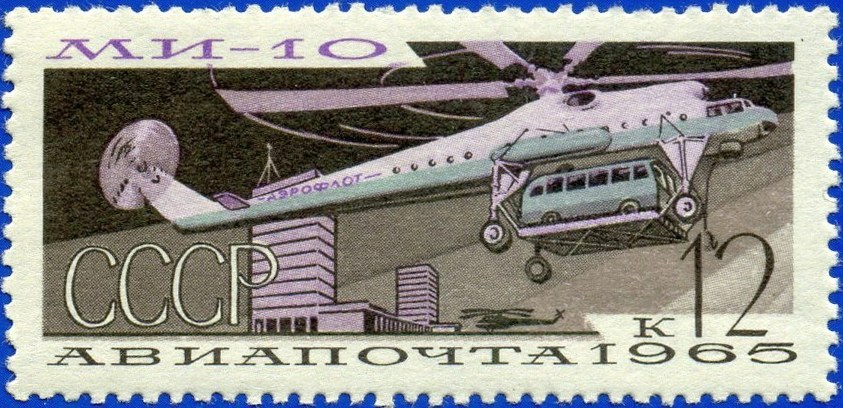
Tem in hình Mi-10

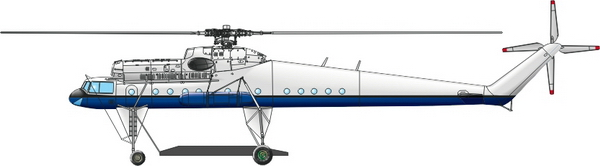
Mi-10

  - tải trọng lên tới 15.000 kg (33.070 lb) hoặc
  - 8.000 kg (17,635 lb) tải trọng nâng được tối đa
- Chiều dài: 32,86 m (107 ft 9 in)
- Đường kính rô-to: 35,00 m (114 ft 10 in)
- Chiều cao: 9,80 m (32 ft 2 in)
- Diện tích đĩa quay: 962 m² (10.350 ft²)
- Trọng lượng rỗng: 27.300 kg (60.185 lb)
- Trọng lượng có tải: 38.000 kg (83.775 lb)
- Trọng lượng cất cánh tối đa: 43.700 kg (96.340 lb)
- Động cơ: 2 × Soloviev D-25V kiểu turboshaft, 4.100 kW (5.500 shp)  mỗi chiếc
- Khoảng sáng dưới gầm: 3,75 m (12 ft 3 in)

 Hiệu suất bay 
- Vận tốc cực đại: 235 km/h
- Vận tốc hành trình: 200 km/h
- Tầm bay: 250 km (155 mi)
- Trần bay: 3.000 m (9.850 ft)